# Кунгсхамн
Кунгсхамн (на шведски: Kungshamn) е град в югозападната част на Швеция, лен Вестра Йоталанд. Главен административен център на община Сутенес. Разположен е на брега на пролива Категат. Намира се на около 400 km на югозапад от столицата Стокхолм и на около 60 km на северозапад от центъра на лена Гьотеборг. До западната му част започва град Смьоген. Има малко пристанище. Населението на града е 2814 жители според данни от преброяването през 2010 г.